# Over the Transom
Over the Transom è un cortometraggio muto del 1920 scritto, sceneggiato e diretto da Fred C. Fishback (Fred Hibbard).

## Produzione
Il film fu prodotto dalla Century Film.

## Distribuzione
Distribuito dall'Universal Film Manufacturing Company, il film - un cortometraggio in due bobine - uscì nelle sale cinematografiche USA il 9 febbraio 1920.